# Parindalmus quadrilunatus
Parindalmus quadrilunatus es una especie de coleóptero de la familia Endomychidae.

## Distribución geográfica
Habita en Malaya y Borneo.